# روبرت كونينغهام همفريز
روبرت كونينغهام همفريز (بالإنجليزية: Robert Cunningham Humphreys)‏ هو سياسي أمريكي، ولد في 30 يوليو 1905، وتوفي في 15 أكتوبر 1965. حزبياً، نشط في الحزب الجمهوري.